# Jani Soininen
Jani Markus Soininen (Jyväskylä, 12 novembre 1972) è un ex saltatore con gli sci finlandese, vincitore di varie medaglie olimpiche e iridate.

## Biografia
In Coppa del Mondo esordì il 29 febbraio 1992 a Lahti (42°), ottenne il primo podio il 1º gennaio 1995 a Garmisch-Partenkirchen (3°) e la prima vittoria il 28 gennaio successivo a Lahti.
In carriera prese parte a due edizioni dei Giochi olimpici invernali, Lillehammer 1994 (6° nel trampolino normale, 5° nel trampolino lungo, 5° nella gara a squadre) e Nagano 1998 (1° nel trampolino normale, 2° nel trampolino lungo, 5° nella gara a squadre), a cinque dei Campionati mondiali, vincendo tre medaglie, e a quattro dei Mondiali di volo (9° a Planica 1994 il miglior piazzamento).

## Palmarès

### Olimpiadi
- 2 medaglie:
  - 1 oro (trampolino normale a Nagano 1998)
  - 1 argento (trampolino lungo a Nagano 1998)

### Mondiali
- 3 medaglie:
  - 2 ori (gara a squadre a Thunder Bay 1995; gara a squadre a Trondheim 1997)
  - 1 argento (gara a squadre dal trampolino lungo a Lahti 2001)

### Coppa del Mondo
- Miglior piazzamento in classifica generale: 7º nel 1995, nel 1998 e nel 2000
- 28 podi (18 individuali, 10 a squadre):
  - 11 vittorie (4 individuali, 7 a squadre)
  - 8 secondi posti (6 individuali, 2 a squadre)
  - 9 terzi posti (8 individuali, 1 a squadre)

#### Coppa del Mondo - vittorie
| Data             | Località      | Nazione   | Trampolino                                                                     |
| ---------------- | ------------- | --------- | ------------------------------------------------------------------------------ |
| 28 gennaio 1995  | Lahti         | Finlandia | Salpausselkä K115 (con Mika Laitinen, Ari-Pekka Nikkola e Janne Ahonen)        |
| 9 dicembre 1995  | Planica       | Slovenia  | Bloudkova velikanka K120 (con Mika Laitinen, Ari-Pekka Nikkola e Janne Ahonen) |
| 13 gennaio 1996  | Engelberg     | Svizzera  | Gross-Titlis-Schanze K120                                                      |
| 23 febbraio 1996 | Trondheim     | Norvegia  | Granåsen K120 (con Ari-Pekka Nikkola, Janne Ahonen e Mika Laitinen)            |
| 8 marzo 1997     | Lahti         | Finlandia | Salpausselkä K114 (con Janne Ahonen, Ari-Pekka Nikkola e Mika Laitinen)        |
| 30 novembre 1997 | Lillehammer   | Norvegia  | Lysgårdsbakken K120                                                            |
| 6 dicembre 1997  | Val di Fiemme | Italia    | Giuseppe Dal Ben K90                                                           |
| 25 gennaio 2000  | Hakuba        | Giappone  | Hakuba K120 (con Janne Ahonen, Risto Jussilainen e Ville Kantee)               |
| 26 gennaio 2000  | Hakuba        | Giappone  | Hakuba K120                                                                    |
| 4 marzo 2000     | Lahti         | Finlandia | Salpausselkä K116 (con Risto Jussilainen, Ville Kantee e Janne Ahonen)         |
| 2 febbraio 2001  | Willingen     | Germania  | Mühlenkopf K120 (con Ville Kantee, Jussi Hautamäki e Risto Jussilainen)        |

#### Torneo dei quattro trampolini
- 1 podio di tappa[1]:
  - 1 terzo posto

#### Nordic Tournament
- 2 podi di tappa[1]:
  - 1 secondo posto
  - 1 terzo posto